# Chiesa di San Nicolao (Monsummano Alto)
La chiesa di San Nicolao si trova a Monsummano Alto, nel comune di Monsummano Terme, provincia di Pistoia. 

## Storia e descrizione
La chiesa romanica, documentata dal catalogo delle chiesi lucchesi del 1260, ma ascrivibile al XII secolo, si trova all'interno del castello di Montesommano. Anticamente era suffraganea della pieve di San Pietro di Montecatini Alto. Lo status di pieve venne soppresso nel 1786.
L'edificio ha una pianta a navata unica, con soffitto a capriate, mentre l'abside, non visibile all'esterno per la presenza della sacrestia, segue un andamento semicircolare. L'essenziale facciata, dotata di un portale con arco a sesto acuto e di un piccolo occhio sovrastante, fu rimaneggiata nel XVII secolo ed è decorata nel coronamento dal motivo tipicamente pistoiese della cornice sorretta da mensolette in pietra. All'interno si segnala per particolare qualità artistica un Crocifisso ligneo del XIV-XV secolo.  Gli altari e la sacrestia risalgono alla risistemazione seicentesca. Il fonte battesimale è del 1768.
Sulla destra è situato il tozzo campanile, già facente parte del sistema difensivo del castello che, come in altri esempi della Valdinievole, è aperto, alla base, da un passaggio voltato. La parte terminale è forse frutto dei lavori del XVII secolo.
Accanto alla chiesa si trova una cappellina separata, con campanile a vela, dove oggi ha sede un ristorante.

## Altre immagini

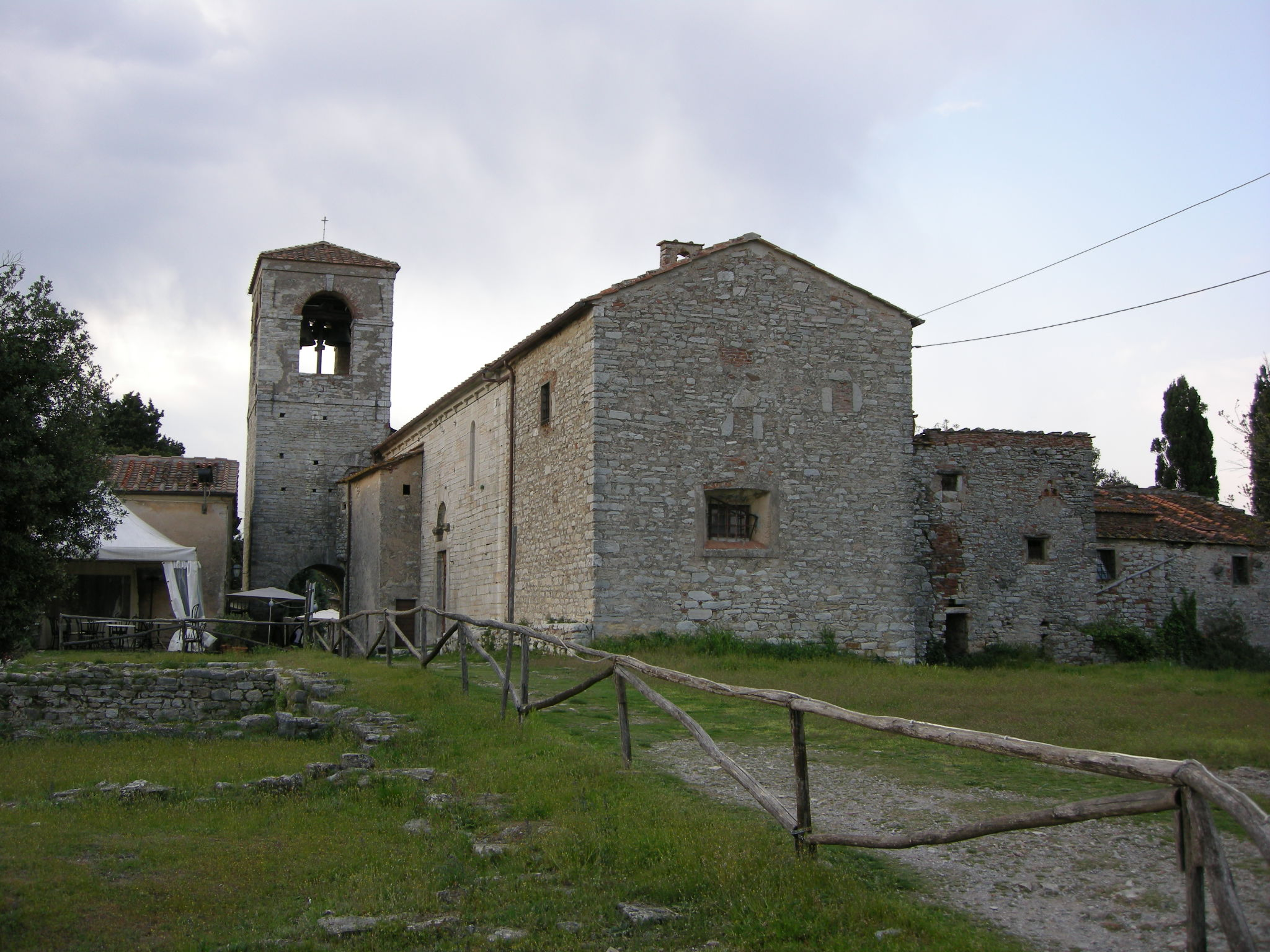
Retro
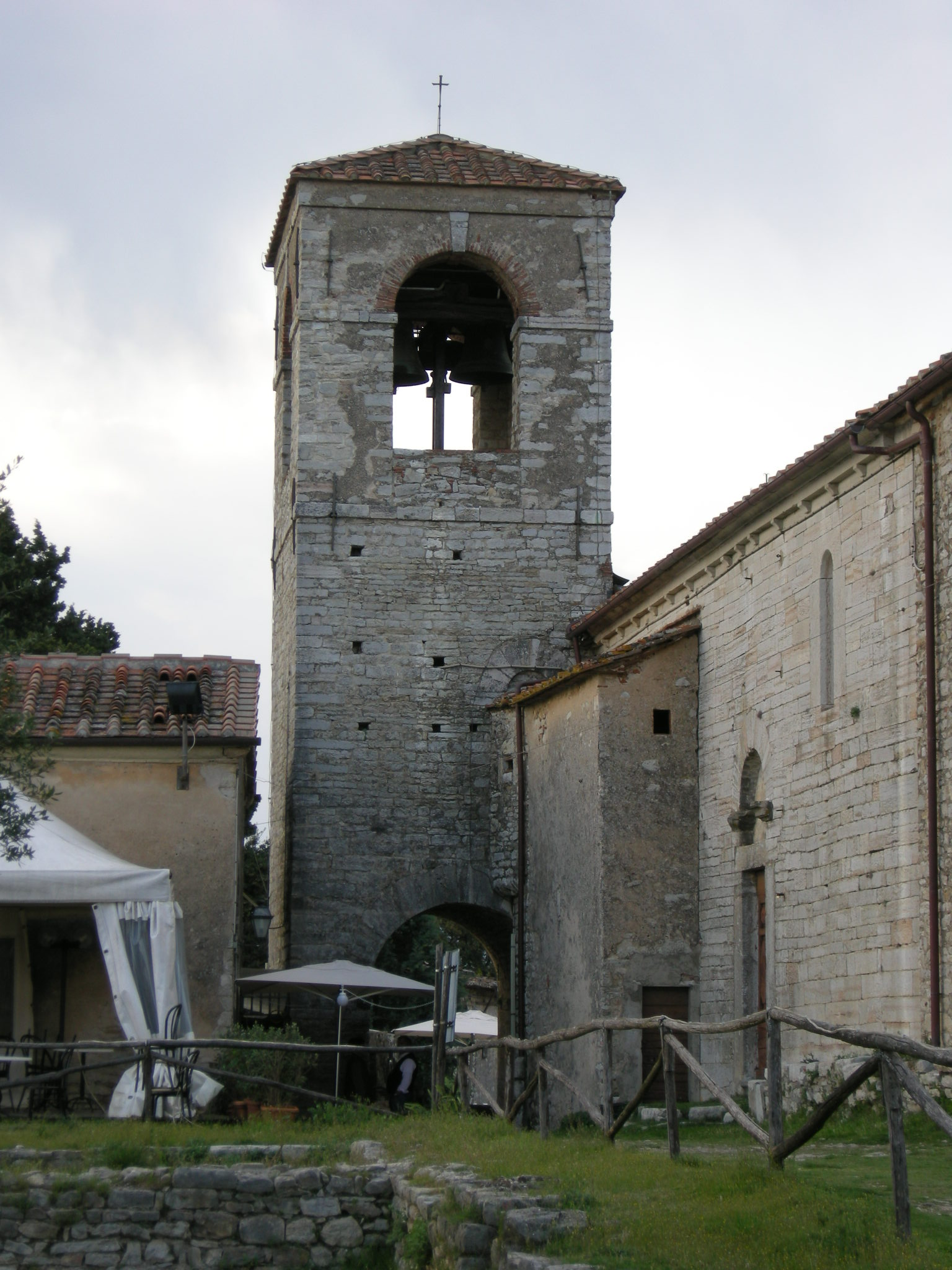
Campanile
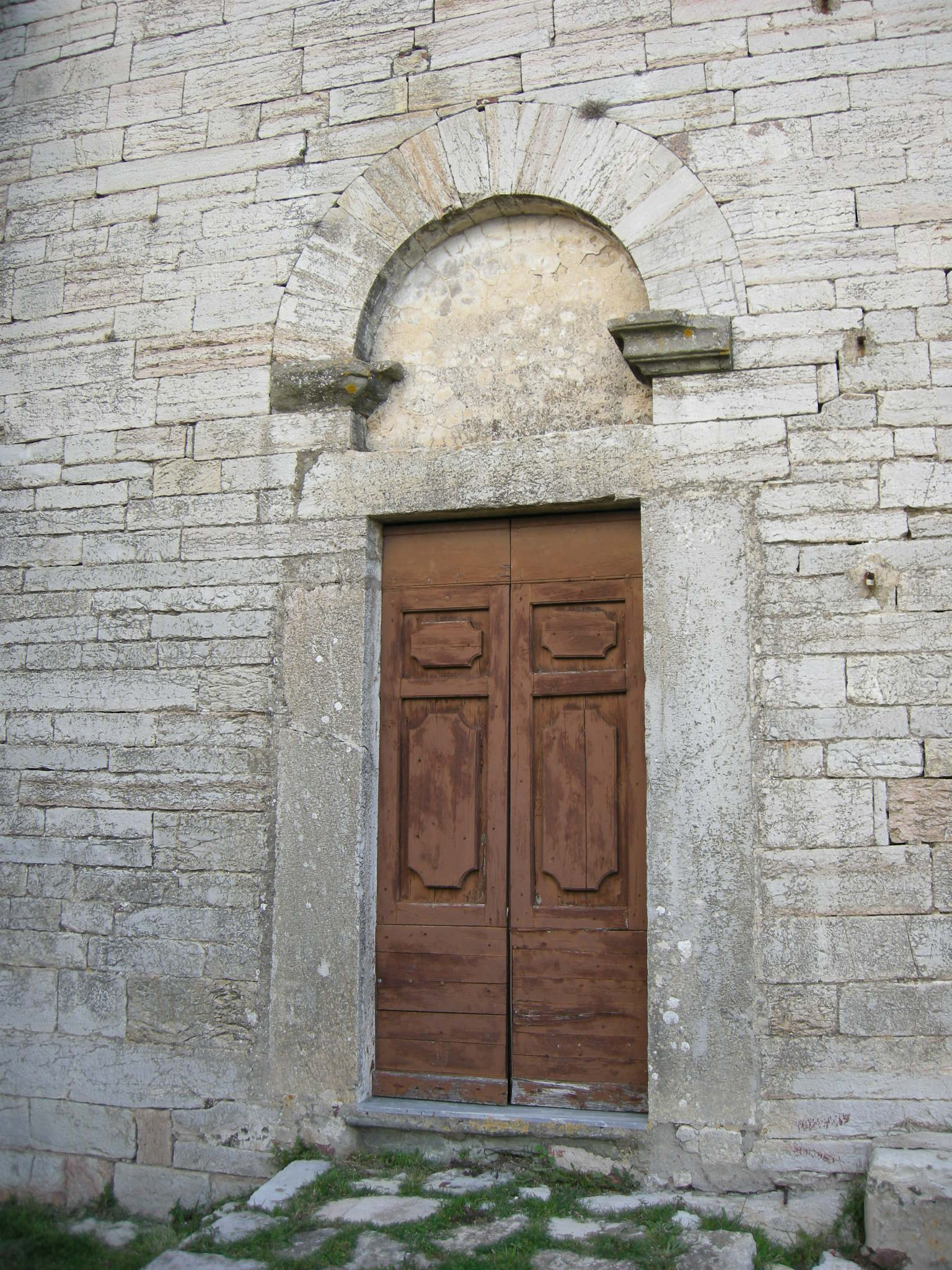
Portale laterale